# Synagoge (Réguisheim)
Die Synagoge in Réguisheim, einer französischen Gemeinde im Département Haut-Rhin der historischen Region Elsass, wurde um 1840 errichtet. Die Synagoge in der Rue du Syndicat Nr. 4 wurde in das Inventar des Kulturerbes aufgenommen.
Der Dachstuhl und die Frauenempore wurden von dem in Mulhouse geborenen Zimmermann André Ichters aus Meyenheim geschaffen. Den von gekuppelten Säulen getragenen und mit Zinnen bekrönten Baldachin über der Treppe zum Toraschrein schuf der Müllheimer Bildhauer Martin Schwab um 1865. Bei der Renovierung im Jahr 1886 wurde an der Decke ein Stuckdekor angebracht.
Vermutlich wurden bis zur Auflösung der jüdischen Gemeinde Réguisheim um 1935 in der Synagoge Gottesdienste abgehalten.
Bis 1992 wurde das Gebäude als Getreidespeicher verwendet, seitdem ist die ehemalige Synagoge vom Verfall bedroht.